# 빅토리아 예이츠
빅토리아 예이츠(영어: Victoria Yeates, 1983년 4월 19일 ~ )는 잉글랜드의 배우이다.

## 작품 목록
- 신비한 동물들과 덤블도어의 비밀 - 번티 역